# Монтрой
Монтрой (ісп. Montroy (офіційна назва), валенс. Montroi) — муніципалітет в Іспанії, у складі автономної спільноти Валенсія, у провінції Валенсія. Населення — 2862 особи (2010).

## Географія
Муніципалітет розташований на відстані близько 290 км на південний схід від Мадрида, 25 км на південний захід від Валенсії.

## Демографія
Динаміка населення (INE ):

## Галерея зображень

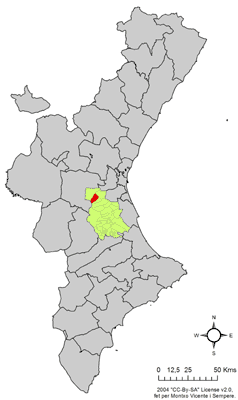
Розташування муніципалітету у автономній спільноті Валенсія
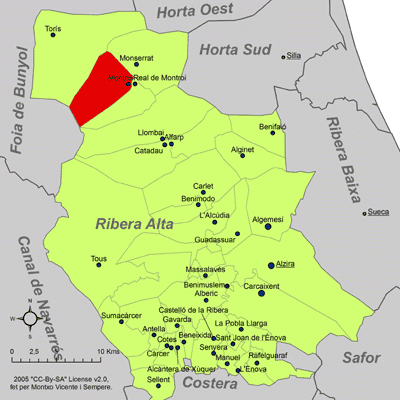
Розташування муніципалітету Монтрой у комарці Рібера-Альта